# فيبيان براندي
فيبيان ايرلستون براندي (بالإنجليزية: Febian  Earlston Brandy)‏ (مواليد 4 فبراير 1989 ب‍مانشستر في إنجلترا - ) هو لاعب كرة قدم إنجليزي في مركز الهجوم. شارك مع منتخب إنجلترا تحت 16 سنة لكرة القدم ومنتخب إنجلترا تحت 17 سنة لكرة القدم ومنتخب إنجلترا تحت 18 سنة لكرة القدم ومنتخب إنجلترا تحت 19 سنة لكرة القدم ومنتخب إنجلترا تحت 20 سنة لكرة القدم ومنتخب سانت كيتس ونيفيس لكرة القدم. أما مع النوادي، فقد لعب مع سوانزي سيتي ومانشستر يونايتد ونادي بانيتوليكوس ونادي غيلينغهام ونادي والسول ونوتس كاونتي ونادي هيرفورد.

## وصلات خارجية
- فيبيان براندي على موقع قاعدة بيانات كرة القدم.إي يو (الإنجليزية)
- فيبيان براندي على موقع ناشيونال فوتبول تيمز (الإنجليزية)
- فيبيان براندي على موقع Soccerbase.com (لاعب) (الإنجليزية)
- فيبيان براندي على موقع Soccerway.com (الإنجليزية)